# 西大門独立公園
西大門独立公園（朝鮮語: 서대문독립공원、ソデムントンニングァンウォン）は、大韓民国ソウル特別市の西大門刑務所跡地を整備して設けられた公園である。
1987年に刑務所が移転し、1992年8月15日に開園した。1998年、園内に西大門刑務所歴史館が開館した。清から李氏朝鮮が独立したことを記念して1897年に建設された独立門がある。